# Timoides agassizi
Timoides agassizi is een hydroïdpoliep uit de familie Pandeidae. De poliep komt uit het geslacht Timoides. Timoides agassizi werd in 1904 voor het eerst wetenschappelijk beschreven door Bigelow. 